# Christian Nezelof
Chirstian Nezelof, né à Barrou le 19 janvier 1922 et décédé à Paris le 18 mai 2015, est un médecin français, pédiatre et pathologiste. Il fut professeur de médecine à la faculté Necker et chef du service d'anatomie et de cytologie pathologiques de l'Hôpital Necker-Enfants malades de Paris (PU-PH). Il est membre de l'Académie nationale de médecine.

## Travaux
Formé auprès de Maurice Lami, Marcel Lelong, Marie-Louise Jammet et Raymond Joseph, il est l'auteur ou le coauteur de 362 publications internationales.

### Syndrome de Nezelof
Il a décrit le syndrome de Nezelof, déficit immunitaire constitutionnel (génétique).
Il s'agit d'une hypoplasie du thymus avec déficit de l'immunité cellulaire et une immunité humorale altérée malgré des taux d'immunoglobulines quantitativement normaux. (CIM-10 D81.4).